# Saba Lobzhanidze
Saba Lobzhanidze (en géorgien : საბა ლობჟანიძე), né le 18 décembre 1994 à Tbilissi en Géorgie, est un footballeur international géorgien jouant au poste d'ailier à Atlanta United en MLS.

## Biographie

### En club
Né à Tbilissi en Géorgie, Saba Lobzhanidze est formé au sein du club du Dinamo Tbilissi.
Le 22 juin 2017, est annoncé le transfert de Saba Lobzhanidze au Randers FC. Il joue son premier match sous ses nouvelles couleurs le 15 juillet 2017, lors d'un match de championnat contre SønderjyskE. Ce jour-là il, entre en jeu à la place d'Erik Marxen, et les deux équipes font match nul (0-0).
Le 22 avril 2018, il se met en évidence en étant l'auteur d'un triplé lors de la réception du club de SønderjyskE (victoire 3-0).
Le 30 janvier 2020, Saba Lobzhanidze est recruté par le club turc du MKE Ankaragücü. Il joue son premier match sous ses nouvelles couleurs le 2 février 2020, lors d'un match de championnat face au Kasımpaşa SK. Il est titulaire et les deux équipes se neutralisent (1-1).
Le 23 juin 2021, Saba Lobzhanidze prend la direction d'un autre club turc en s'engageant en faveur du Hatayspor.
Le 2 août 2023, Saba Lobzhanidze est transféré à Atlanta United, franchise de Major League Soccer, où il signe un contrat de joueur désigné jusqu'en 2026. Le montant du transfert est estimé à 1 600 000 dollars. Le 26 août suivant, il dispute sa première rencontre en entrant à l'heure de jeu et inscrit son premier but avec Atlanta dans une victoire 4-0 face au Nashville SC,.

### En équipe nationale
Avec les espoirs, il est l'auteur d'un doublé lors d'un match amical contre l'Ukraine en mars 2015 (victoire 2-1). Il marque ensuite en octobre 2015 un but contre l'Espagne, lors des éliminatoires de l'Euro espoirs 2017 (défaite 2-5).
Saba Lobzhanidze honore sa première sélection avec l'équipe de Géorgie le 23 janvier 2017, à l'occasion d'un match amical face à l'Ouzbékistan. Lors de cette rencontre, il est titulaire et se fait remarquer en inscrivant également son premier but en sélection. Les deux équipes se séparent sur match nul (2-2). Par la suite, le 10 juin 2019, il marque son deuxième but en équipe nationale, face au Danemark. Ce match perdu 5-1 rentre dans le cadre des éliminatoires de l'Euro 2020.
Le 22 mai 2024, il fait partie de la liste des 26 joueurs convoqués par Willy Sagnol pour disputer l'Euro 2024.

## Palmarès
Dinamo Tbilissi
- Champion de Géorgie en 2016
- Vainqueur de la Coupe de Géorgie en 2015
- Vainqueur de la Supercoupe de Géorgie en 2014